# John L. McLucas

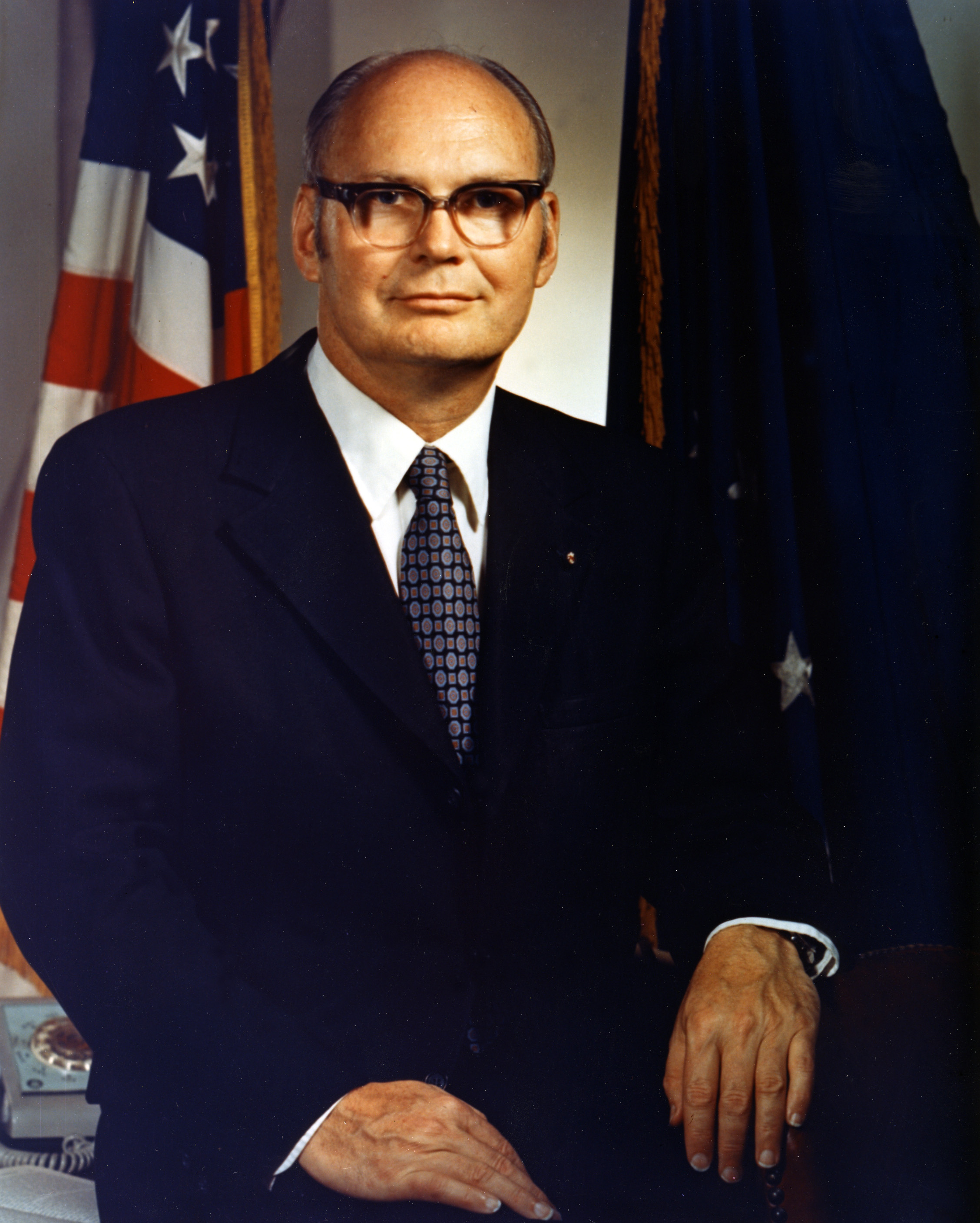
John L. McLucas

John Luther McLucas (* 22. August 1920 in Fayetteville, North Carolina; † 1. Dezember 2002 in Alexandria, Virginia) war ein US-amerikanischer Politiker und Regierungsbeamter, der sowohl US Secretary of the Air Force als auch Administrator der Bundesluftfahrtbehörde (Federal Aviation Administration) war.

## Leben
Nach dem Besuch öffentlicher Grundschulen in McColl und Latta und der High School in Latta begann er 1937 ein Studium am Davidson College in North Carolina und erwarb dort 1941 einen Bachelor of Science (B.S.). Ein anschließendes Postgraduales Studium der Physik an der Tulane University schloss er 1943 mit einem Master of Science (M.S. Physics) ab. Anschließend absolvierte er zwischen 1943 und 1946 seinen Militärdienst als Offizier bei der US Navy und war anschließend ein Jahr Mitarbeiter beim Air Force Cambridge Research Center in Cambridge. 1947 setzte er sein Studium an der Pennsylvania State University fort und erhielt dort 1950 einen Doktor der Physik.
Danach begann er 1950 eine Tätigkeit in der Privatwirtschaft und war bis 1957 Präsident und Technischer Direktor von Haller, Raymond and Brown Inc., einem Elektrotechnikunternehmen mit Sitz in State College. Nach einer darauf folgenden Tätigkeit als Präsident der HRB-Singe Inc., trat er im Mai 1962 in das Verteidigungsministerium ein und war dort stellvertretender Direktor für Verteidigungsforschung und -ingenieurwesen sowie für taktische Kriegsprogramme. 1964 wechselte er in das Hauptquartier der NATO in Paris und wurde dort Assistenz-Generalsekretär für wissenschaftliche Angelegenheiten. 1966 kehrte er in die USA zurück und war in der Folgezeit Präsident und Chief Executive Officer (CEO) der Mitre Corporation, einer Denkfabrik mit Sitzen in Bedford und McLean.
Seit dem 17. März 1969 war er als US Undersecretary of the Air Force stellvertretender Luftwaffenstaatssekretär und übernahm das Amt des Luftwaffenstaatssekretärs zunächst kommissarisch am 15. Mai 1973 nach dem Ausscheiden des bisherigen Amtsinhabers Robert Seamans. Zusätzlich war er zwischen 1969 und 1973 Direktor des National Reconnaissance Office (NRO), einem 1960/61 gegründeten Militärnachrichtendienst der USA, der für das militärische Satellitenprogramm verantwortlich ist und mit Unterstützung der CIA unmittelbar für den Verteidigungsminister arbeitet.
Am 19. Juli 1973 wurde McLucas schließlich selbst Secretary of the Air Force und bekleidete dieses Amt bis zum 23. November 1975. Einer seiner Senior Enlisted Advisor war Thomas N. Barnes, der erste und bislang einzige Afroamerikaner im Amt des Chief Master Sergeant of the Air Force. Im Anschluss wurde McLucas im November 1975 von US-Präsident Gerald Ford als Nachfolger von Alexander Butterfield zum Administrator der Bundesluftfahrtbehörde (Federal Aviation Administration) ernannt und behielt dieses Amt bis zum 1. April 1977. In diesem Amt leitete er unter anderem die Operationen des Keyhole-Spionagesatelliten aus dem Corona-Programm.
Nach seinem Tode wurde McLucas auf dem Nationalfriedhof Arlington beigesetzt.

## Veröffentlichungen und Auszeichnungen
McLucas war nicht nur Autor zahlreicher wissenschaftlicher Artikel in Fachzeitschriften sowie des Buchs Space Commerce (1991), sondern auch Inhaber von zehn beim US Patent and Trademark Office registrierter Patente. Darüber hinaus gründete er mehrere kleinere Unternehmen mit und war auch bei bürgerlichen Organisationen in Pennsylvania und Massachusetts engagiert.
Ferner wurde er mehrfach geehrt und wurde zum einen 1962 Fellow des Institute of Electrical and Electronics Engineers (IEEE), 1969 Mitglied der National Academy of Engineering (NAE) sowie 1971 Associate Fellow des American Institute of Aeronautics and Astronautics (AIAA). Neben der Medal for Distinguished Public Service des Verteidigungsministeriums im Jahr 1964 erhielt er im Mai 1973 auch den Air Force Exceptional Service Award.
Schließlich engagierte sich McLucas in der American Physical Society, dem Institute for Operations Research and the Management Sciences (INFORMS), der wissenschaftlichen Vereinigung Sigma Xi, Defense Science Board sowie Young Presidents Organization.